# ラロキシフェン
ラロキシフェン（Raloxifene）は、選択的エストロゲン受容体修飾薬（SERM）であり、骨でエストロゲン作用を、子宮および乳房で抗エストロゲン作用を示す。閉経後の女性の骨粗鬆症予防に用いられる。商品名エビスタ。
日本では「閉経後骨粗鬆症」に対して2004年1月29日に承認された。
2006年、米国NCIは、ラロキシフェンは閉経後女性の乳癌リスクをタモキシフェン同様に減少させると発表した。タモキシフェンの主な副作用は子宮癌であるが、ラロキシフェンが子宮癌を惹起する可能性はタモキシフェンより低い。またタモキシフェンは白内障リスクを上昇させるが、ラロキシフェンは上昇させない。何方も静脈および肺において血栓生成を助長するが、ラロキシフェンの副作用発現率はタモキシフェンより少ない。2007年9月、米国FDAは骨粗鬆症のある閉経後女性の侵襲性乳癌のリスク減少ならびに閉経後女性で侵襲性乳癌リスクの高い患者の同リスク減少についてラロキシフェンの適応を承認した。Lancet Oncology 誌はラロキシフェンの発売についての情報提供に方法を批判する社説を発表した。

## 効能・効果
- 閉経後骨粗鬆症
  - ラロキシフェンは閉経後女性の骨粗鬆症に用いられる。又米国では、侵襲性乳癌のリスク低減および治療、ならびに乳房密度（英語版）抑制にも用いられる[8]。骨粗鬆症の予防・治療については、食事で不充分な場合にはカルシウムおよび／またはビタミンDを同時に服用することが推奨される。

## 禁忌
ラロキシフェンは下記の患者に禁忌である。
- 静脈血栓塞栓症（深部静脈血栓症、肺塞栓症、網膜静脈血栓症等）またはその既往のある患者
- 長期不動状態（術後回復期、長期安静期等）にある患者
- 抗リン脂質抗体症候群の患者
- 妊婦・妊娠している可能性のある婦人・授乳婦
- 製剤成分に過敏症の既往のある患者

## 副作用
治験では37.6%に副作用が認められた。主な副作用は、火照り（2.9%）、乳房緊満（2.9%）、嘔気（1.6%）、多汗（1.6%）、瘙痒症（1.6%）、下肢痙攣（1.3%）であった。
添付文書に記載されている重大な副作用は、静脈血栓塞栓症（0.2%）および肝機能障害（頻度不明）である。頻度は低いが、脚、肺、眼で重篤な血栓症を発現する場合がある。
そのほか、足の腫れ・疼痛、呼吸困難、胸痛、視覚異常等が発現する。
動物試験では、ウサギで流産および低頻度で胎児心奇形（心室中隔欠損）が認められた他、ラットでは、胎児の発達遅延・発育異常（波状肋骨、腎盂拡張）、分娩遅延・分娩困難、出生児生存率低下、身体発育分化変化、発育分化抑制、下垂体ホルモン変化、出生児のリンパ球組織減少が認められた。
2005年、New England Journal of Medicine 誌に、ラロキシフェン群の脳梗塞発症および血栓生成が偽薬より有意に高いという論文が発表された 。
2009年9月に米国保健福祉省の医療研究・品質調査機構が発表した処に拠ると、タモキシフェンとラロキシフェンは中年および高齢女性の侵襲性乳癌を有意に抑制するが、同時に副作用リスクも増大する。

## 抗癌作用
2007年9月、米国FDAは閉経後女性の侵襲性乳癌予防への適応を認可した。